# Edition Phantasia
Edition Phantasia ist ein deutscher Kleinverlag, der in Bellheim seinen Sitz hat. Der Verlag publiziert überwiegend Fiktion und Fantastisches.
Bekannt wurde der von Joachim Körber 1984 zusammen mit Uli Kohnle und Thomas Bürk gegründete Verlag durch seine in unregelmäßigen Abständen veröffentlichten Einzelausgaben verschiedener Werke des Schriftstellers Stephen King, die mittlerweile sämtlich als wertvolle Raritäten gelten.

## Besondere Ausgaben
Im Jahr 1986 veröffentlicht der Verlag Stephen Kings Kurzgeschichte Der Nebel in limitierter Auflage von 500 Stück unter dem Titel Nebel. Dem vorausgegangen war ein Lizenzvertrag zwischen dem deutschen Rechteinhaber, dem Heyne Verlag, und der Edition Phantasia. Nachträglich erkennt King diesen Vertrag nicht an, obwohl bereits ein Teil der Ausgabe (je nach Quellen zwischen 50 und 150 Exemplare) auf dem Buchmarkt erschienen und verkauft waren. Die restlichen Exemplare wurden vernichtet, was den Sammlerwert der bereits verkauften Ausgaben enorm erhöhte.
Im gleichen Jahr veröffentlichte der Verlag Kings Roman Es in einer auf 250 Exemplare sowie weitere 30 in römischen Ziffern nummerierten limitierten Luxus-Ausgabe (Ganzlederband mit rotem Samtschuber) als Welterstausgabe.
Im Rahmen der Veröffentlichung des Romans Die Augen des Drachen, ebenfalls von Stephen King, gab der Verlag im Jahr 1987 ein Portfolio bestehend aus 13 Illustrationen von Johann Peterka zum Buch heraus.
Das Buch Angst von Chuck Miller und Tim Underwood, eine Sammlung von Interviews, die mit King zwischen 1979 und 1987 geführt wurden, wurde als auf 300 Exemplare limitierte Luxusausgabe veröffentlicht und ist regulär auf dem deutschen Buchmarkt nicht erhältlich.
Salman Rushdies Debütroman mit dem Titel Grimus ist im Jahr 1998 als limitierte und signierte Luxusausgabe im Verlagshaus erschienen.
Außerdem erschienen im Verlag auch die von Marco Frenschkowski kommentierten Ausgaben des gesamten Werkes H. P. Lovecrafts, die Sammlerausgaben der Werke Clive Barkers, Ramsey Cambpells und anderer namhafter Autoren phantastischer Literatur.